# Восстания в еврейских гетто

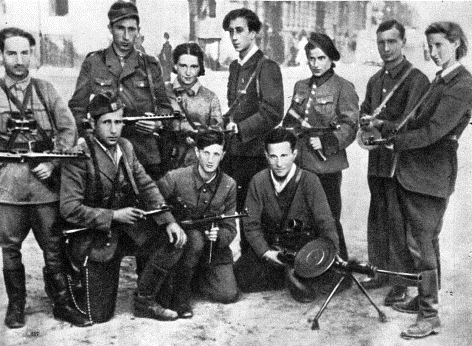
Повстанцы вильнюсского гетто

Восста́ния в евре́йских ге́тто — акции открытого вооружённого сопротивления нацистам в гетто оккупированных стран Европы и СССР в период Второй мировой войны.
В ряде гетто существовали подпольные организации, в некоторых из них удавалось накопить холодное и огнестрельное оружие. Обычно восстание было приурочено к очередной акции уничтожения или депортации в лагеря смерти. Самым известным и продолжительным стало восстание в Варшавском гетто, которое продолжалось целый месяц. Немцам пришлось применить против восставших танки, артиллерию и авиацию.
Всего таких восстаний было несколько десятков. Только на оккупированной территории СССР в 1942—1943 годах произошли около 20 восстаний в гетто.

## Список наиболее известных восстаний
| Дата                    | Место               | Руководство                |
| ----------------------- | ------------------- | -------------------------- |
| 29 июня — 15 июля 1942  | Слонимское гетто    |                            |
| 21 июля 1942            | Клецкое гетто       | М. Фишер                   |
| 21 июля 1942            | Несвижское гетто    | Шолом Холявский            |
| 24 июля 1942            | Копыльское гетто    |                            |
| 1 августа 1942          | Бендзинское гетто   |                            |
| 9 августа 1942          | Мирское гетто       | Шмуэль (Освальд) Руфайзен  |
| 10 августа 1942         | Кременецкое гетто   |                            |
| 3 сентября 1942         | Гетто в Лахве       | Ицхак Рохчин, Берл Лопатин |
| 9 сентября 1942         | Каменецкое гетто    |                            |
| 24-26 сентября 1942     | Тучинское гетто     |                            |
| октябрь 1942            | Гетто в Мизоче      |                            |
| 12 декабря 1942         | Луцкое гетто        |                            |
| 19 апреля — 16 мая 1943 | Варшавское гетто    | Мордехай Анелевич          |
| июнь 1943               | Ченстоховское гетто | М. Зильберберг             |
| 16—21 августа 1943      | Белостокское гетто  | Мордехай Тененбаум         |
| 19—21 августа 1943      | Глубокское гетто    | Б. Цимер и М. Ледерман     |
| 1 сентября 1943         | Тарнувское гетто    |                            |